# Stefan Persigehl
Stefan Persigehl (né le 31 janvier 1962 à Trieb en Saxe) est un footballeur allemand (à l'époque est-allemand) qui évoluait au poste d'attaquant.

## Biographie
Stefan Persigehl joue principalement en faveur des clubs de Karl-Marx-Stadt et du Hansa Rostock.
Il dispute 175 matchs en Oberliga, marquant 48 buts, 34 matchs en Bundesliga, pour trois buts, et 72 en 2. Bundesliga, pour sept buts. Il joue également deux matchs en Ligue des champions.
Après avoir raccroché les crampons, il entraîne le VFC Plauen lors de la saison 2006-2007.

## Palmarès
| Karl-Marx-Stadt - Coupe de RDA : - Finaliste : 1982-83 et 1988-89. |  | Wismut Aue - Championnat de RDA D2 : - Meilleur buteur : 1990-91 (23 buts). |  | Hansa Rostock - Championnat d'Allemagne D2 (1) : - Champion : 1994-95. |